# Робърт Хесен
Робърт Хесен (на английски: Robert Hessen) е американски икономист и бизнес историк, широко публикуван автор, професор в Graduate School of Business, Станфорд и старши изследовател в Института „Хувър“.

## Биография
Роден в Ню Йорк, Хесен постъпва студент в Queens College в Харвард и получава степен магистър по хуманитарни науки, а в Колумбийския университет – доктор по философия. Преди да се присъедини към Института „Хувър“ и да заеме сегашния си пост преподава в Graduate School of Busines в Колумбийския университет.
Измежду книгите, които редактира, се нарежда многотомната колекция Hoover Archival Documentaries. Пише кратки статии за издания като: New York Times, Barron's, Business History Review, Labor History, The Hastings Law Journal и The Journal of Law and Economics.
Негови есета, защитаващи капитализма и излагащи корпоративен модел за частната собственост и договорите, са публикувани във Fortune Encyclopedia of Economics (с редактор Дейвид Хендерсън). В продължение на 25 години е сътрудник на Айн Ранд и допринася със статии за периодичните ѝ издания и сборниците ѝ с есета (вж. Капитализмът: Непознатият идеал).